# Gymnelia cincta
Gymnelia cincta är en fjärilsart som beskrevs av William Schaus 1894. Gymnelia cincta ingår i släktet Gymnelia och familjen björnspinnare. Inga underarter finns listade i Catalogue of Life.